# 岩崎弥次郎
岩崎 弥次郎（いわさき やじろう、文化5年（1808年） - 明治6年（1873年）7月28日）は、江戸時代末期（幕末）の土佐藩の地下浪人。名は高勝。子に三菱財閥の創始者で初代総帥・岩崎弥太郎、2代目総帥・岩崎弥之助など。

## 生涯
文化5年（1808年）、 岩崎弥三郎の子として誕生。母は恒（小松氏）。祖父に岩崎弥次右衛門がいる。
岩崎家は甲斐武田家の後裔と自称するも土佐藩の地下浪人であったため、生活はあまり豊かではなく、弥太郎が生まれた頃には庄屋の支配下にあった。また、曹洞宗では無く、星神社、妙見山を祀っていた元郷士という。気位が高く、朴訥で直情径行な人物として知られており、安政2年（1855年）に庄屋の島田便右衛門と諍いを起こして負傷し、床に臥すほどの重傷を負った。そのため、弥次郎の免罪を訴えた長男・弥太郎も投獄された事によって一時期岩崎家は困窮を極めたといわれている。
明治6年（1873年）に、死亡した。墓は東京都豊島区の染井霊園にある。

## 家族
岩崎美和
妻。
岩崎弥太郎
長男。三菱財閥の創業者。
岩崎弥之助
三男。三菱財閥の2代目総帥。
辰（たつ）
天保3年（1832年） - 明治25年（1892年）2月
長女。母は美和。前名は琴。吉村直茂に嫁いだ。弥太郎らの姉にあたる。
佐喜（さき）
天保9年（1838年） - 没年不詳
次女。母は美和。名は佐畿・佐幾とも。藤岡正敏に嫁いだ。弥太郎の妹、弥之助の姉にあたる。荘田平五郎・志村源太郎・各務鎌吉は正敏・佐喜夫妻の娘婿にあたり、荘田泰蔵は正敏・佐喜夫妻の孫にあたる。
他に夭折した次男（名前・生没年ともに不詳）がいる。
孫に岩崎久弥、加藤春路、岩崎豊弥、幣原雅子、岩崎小弥太、岩崎俊弥、岩崎輝弥。
曾孫に岩崎彦弥太、岩崎隆弥、沢田美喜、加藤厚太郎、木内信胤、岩崎英二郎、岩崎勝太郎、荘田泰蔵。
玄孫に岩崎寛弥、渋沢雅英、澤田久雄、木内昭胤、岩崎泰頴、勝田紫津子、岩崎俊男、岩崎透、岡部牧夫。
来孫に国広ジョージ、木内孝胤、渋沢田鶴子。

## 登場作品
漫画
- 『猛き黄金の国』（作：本宮ひろ志、集英社）

テレビドラマ
- 『龍馬伝』（2010年、NHK大河ドラマ 演：蟹江敬三）